# Pachyagrotis tischendorfi
Pachyagrotis tischendorfi is een vlinder uit de familie van de uilen (Noctuidae). De wetenschappelijke naam van de soort is voor het eerst geldig gepubliceerd in 1925 door Püngeler.